# سیتروئن زدایکس
سیتروئن زدایکس (به انگلیسی: Citroën ZX) خودرویی است که در سال‌های ۱۹۹۱ تا ۱۹۹۸تولید شده‌است.
این خودرو در کلاس خودروهای کامپکت قرار گرفته‌است.